# Šiupyliai
Šiupyliai är en ort i Litauen. Den ligger i den nordvästra delen av landet, 200 km nordväst om huvudstaden Vilnius. Šiupyliai ligger 119 meter över havet och antalet invånare är 395.
Terrängen runt Šiupyliai är mycket platt. Runt Šiupyliai är det ganska glesbefolkat, med 30 invånare per kvadratkilometer. Närmaste större samhälle är Kuršėnai, 16,4 km sydväst om Šiupyliai. Trakten runt Šiupyliai består till största delen av jordbruksmark.